# لدائن حيوية

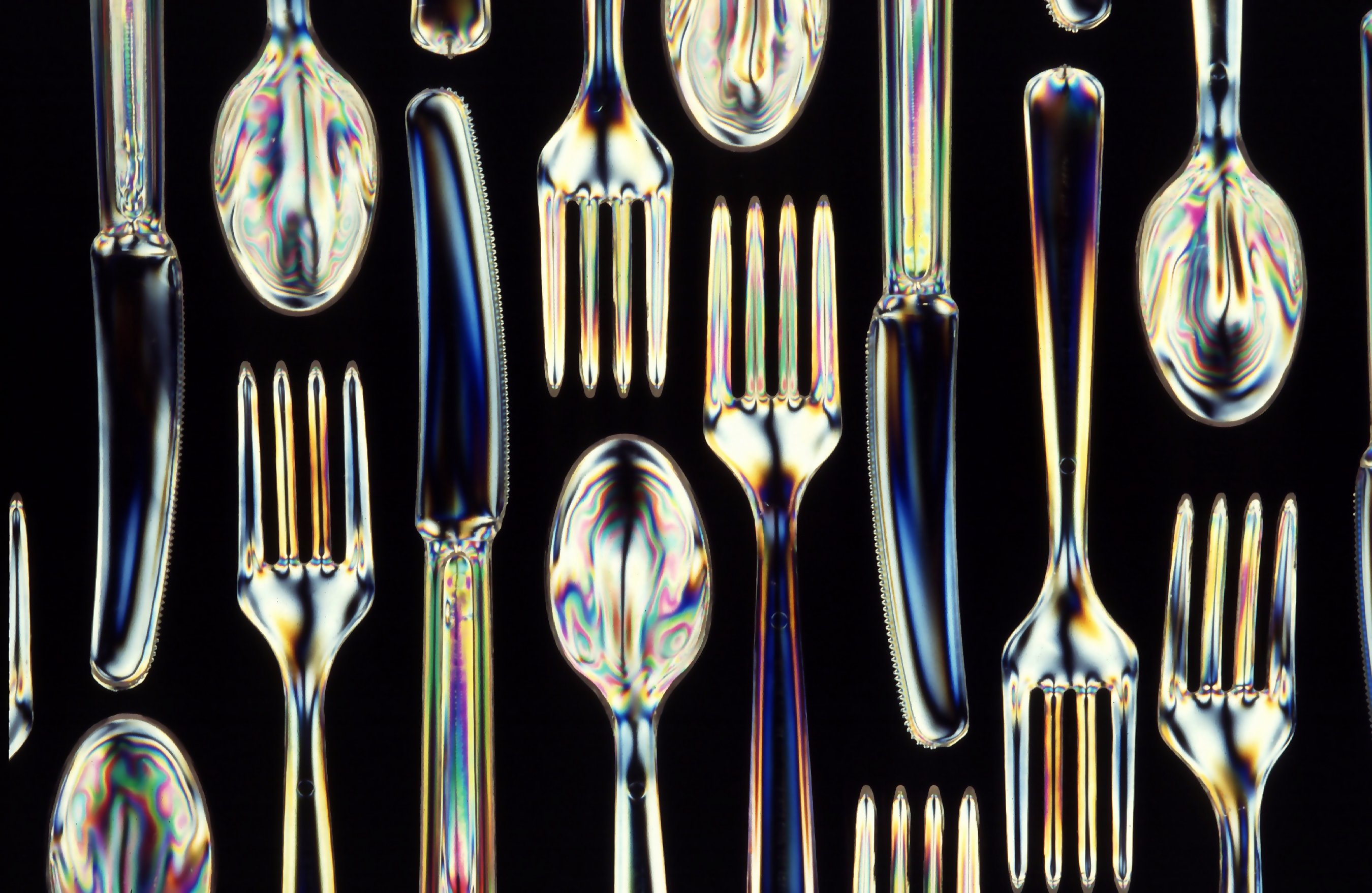
أواني بلاستيكية قابلة للتحلل

اللدائن الحيوية نوع من أنواع اللدائن بعضها وليس كلها مصممة لتتحلل عضوي (أي في الظروف الطبيعية). ويتم تصنيعه من مصادر حيوية مثل زيوت ودهون نباتية ونشا الذرة والبازلاء بدلاً من الوقود الأحفوري المشتقة من البترول.

## الاستعمالات
تستخدم اللدائن الحيوية في الأدوات ذات الاستعمال الواحد، مثل التغليف والأواني الفخارية وأدوات المائدة ,  ويمتاز بقدرته على التنوع .
وكذلك يحظى بشعبية وخاصة بالنسبة  للسلع المعاد تصنيعها مثل التعبئة والتغليف واستخدام اللدائن الحيوية لأكياس التسوق  وهو شائع بالفعل. ويمكن أيضاً استخدامها في أكياس النفايات العضوية وتحويلها إلى سماد بعد ذلك.

## الأنواع
تقسم اللدائن الحيوية إلى ثلاثه أنواع رئيسة هي:
1-اللدائن المتحللة ضوئياً:  وهي نوع من اللدائن الحساسة للضوء وخصوصا للأشعة فوق البنفسجية حيث تتفكك الروابط الكيمائية الموجودة فيه خلال بضعة أشهر.
2-اللدائن كاملة التحلل: وتتعدد أنواع هذا النوع من اللدائن ومنها البولي لاكتات Polylactate والبولي ايسترات (Polyesters ) ومتعدد السكريات وهذا النوع من اللدائن يصنع من مواد طبيعة نباتية وبكتريا وفطريات.
3-اللدائن نصف المتحللة: وينتج من خلال عميلة الجمع بين اللدائن التقليدية والنشاء اذ يستعمل البولي برولين والبولي ايثلين مع النشاء، وتستطيع الكائنات الحية الدقيقة تحليل الشق الطبيعي المحتوي على النشاء.
والهدف من تنصيع هذا النوع من اللدائن العضوية هو تقليل كمية النفايات اللدائنية.

## التاثير البيئي
تأثير اللدائن البيئية هو من أسوأ العوامل التي تجعل عالمنا في تهديد مستمر، ويؤثر أيضًا على صحة الإنسان بشكل مباشر طالما أن استخدامه في زيادة مستمرة.

### لماذا يعتبر تأثير اللدائن سلبيًا جدًا؟
اللدائن صعبة التحلل من الهواتف المحمولة إلى الحواسيب المنزلية، من الدراجات إلى وسائل المواصلات ولوازم التغليف. كل ما سبق يمتلك شيئًا مشتركًا ألا وهو أن صناعتهم تحتاج إلى اللدائن. يعتبر اكتشاف وتصميم البوليمرات لعمل اللدائن بكل أشكالها وأنواعه نصرًا هامًا من انتصارات الكيمياء العضوية. ولكن، هنا دائمًا يقبع السؤال الأزلي: هل كل ما يخرج من الأرض يستطيع أن يتحلل مجددًا ليندمج في النظام البيئي؟  للأسف لا ! فصنع الإنسان يحتاج لمعايير خاصة لا تتواجد في الطبيعة، ولذلك لا تستطيع البيئة التكيف مع اللدائن ولا تحليله ليتم إعادة دمجه بنجاح في النظام البيئي. فعلى سبيل المثال تحتاج الخضروات والفواكه من عشرة أيام إلى شهر لتتحلل بشكل كامل ويتم إعادة امتصاصها من التربة والكائنات الميكرسكوبية كالبكتيريا والفطريات. الورق يحتاج إلى فترة من الزمن تبلغ شهرًا كاملًا على الأقل، بينما تحتاج الأكياس اللدائنية إلى أكثر من 500 عام لتتحلل وبعضها لا يتحلل أبدًا. للأسف فإن التلوث باللدائن هو من أخطر أنواع التلوث ضررًا على البيئة والإنسان على حد سواء.
فعدم تحلل المواد اللدائنية يعني تكدسها وإضرارها بالعديد من الكائنات الحية. وهنا تكمن أهمية استعمال اللدائن الحيوية القابلة للتجدد .

## تسويق المنتج
وبسبب التجزؤ في السوق والتعاريف الغامضة يصعب وصف حجم السوق الكلي للبلاستيك الحيوي، ولكن التقديرات تضع القدرة الإنتاجية العالمية عند 327,000 طن. وعلى النقيض من ذلك، قدر الإنتاج العالمي من البولي إيثيلين والبولي بروبلين (ب)، وهو أول مادة البولي أوليفينات المشتقة في العالم، بأكثر من 150 مليون طن في عام 2015.
أجرت  كوبا (لجنة المنظمات الزراعية في الاتحاد الأوروبي) وكوجيغا (اللجنة العامة للتعاون الزراعي في الاتحاد الأوروبي) تقييماً لمعدل انتاج اللدائن الحيوية في مختلف قطاعات الاقتصاد الأوروبي:
منتجات التموين: 450,000 طن سنوياً.
أكياس النفايات العضوية: 100,000 طن سنوياً.
رقائق نشارة قابلة للتحلل: 130,000 طن سنوياً.
رقائق قابلة للتحلل للحفاضات: 80,000 طن سنوياً.
حفاضات، 100٪ قابلة للتحلل: 240,000 طن سنوياً.
رقائق التغليف: 400,000 طن سنوياً.
الخضروات التعبئة والتغليف: 400,000 طن سنوياً

## وصلات خارجية
- البلاستيك الحيوي واستخدامات واعدة لثاني أكسيد الكربون على يوتيوب